# 相良直一郎
相良 直一郎（さがら なおいちろう、1979年2月12日 - ）は、日本の編集技師。

## 主な作品

### 映画
- キズモモ。（2008年、山本透監督）
- 腐女子彼女（2009年、兼重淳監督）
- 裁判長!ここは懲役4年でどうすか（2010年、豊島圭介監督）
- あぜ道のダンディ（2011年、石井裕也監督）
- サルベージ・マイス（2011年、田﨑竜太監督）
- ハラがコレなんで（2011年、石井裕也監督）
- Miss Boys！ 決戦は甲子園!?編（2011年、佐藤佐吉監督）
- Miss Boys！ 友情のゆくえ編（2011年、佐藤佐吉監督）
- アフロ田中（2012年、松居大悟監督）
- ペンギン夫婦の作りかた（2012年、平林克理監督）
- グッモーエビアン!（2012年、山本透監督）
- 俺俺（2013年、三木聡監督）
- 不安の種（2013年、長江俊和監督）
- Miss ZOMBIE（2013年、SABU監督）
- 男子高校生の日常（2013年、松居大悟監督）
- ラブクラフト・ガール（2013年、平林克理監督）
- 大人ドロップ（2014年、飯塚健監督）
- 1／11 じゅういちぶんのいち（2014年、片岡翔監督）
- チキンズダイナマイト（2015年、飯塚俊光監督）
- やるっきゃ騎士（2015年、平林克理監督）
- 天の茶助（2015年、SABU監督）
- 内村さまぁ〜ず　THE MOVIE　エンジェル（2015年、工藤浩之監督）
- ヒロイン失格（2015年、英勉監督）
- 探検隊の栄光（2015年、山本透監督）
- 猫なんかよんでもこない。（2016年、山本透監督）
- にがくてあまい（2016年、草野翔吾監督）
- アニバーサリー（2016年、佐々木敦規監督）
- 僕らのごはんは明日で待ってる（2017年、市井昌秀監督）
- トリガール!（2017年、英勉監督）
- あさひなぐ（2017年、英勉監督）
- 未成年だけどコドモじゃない（2017年、英勉監督）
- パンとバスと２度目のハツコイ（2018年、今泉力哉監督）
- 私の人生なのに（2018年、原桂之介監督）
- センセイ君主（東宝、2018年、月川翔監督）
- 3D彼女　リアルガール（2018年、英勉監督）
- がっこうぐらし!（2019年、柴田一成監督）
- 九月の恋と出会うまで（2019年、山本透監督）
- 映画 賭ケグルイ（2019年、英勉監督）
- アイネクライネナハトムジーク（2019年、今泉力哉監督）
- mellow メロウ（2020年、今泉力哉監督）
- his（2020年、今泉力哉監督）
- 前田建設ファンタジー営業部（2020年、英勉監督）
- 映像研には手を出すな！（2020年、英勉監督）
- ぐらんぶる（2020年、英勉監督）
- 八王子ゾンビーズ（2020年、鈴木おさむ監督）
- 妖怪人間ベラ（2020年、英勉監督）
- ホテルローヤル（2020年、武正晴監督）
- 映画 賭ケグルイ 絶体絶命ロシアンルーレット（2021年、英勉監督）
- ヒノマルソウル〜舞台裏の英雄たち〜（2021年、飯塚健監督）
- 東京リベンジャーズ（2021年、英勉監督）
- 妖怪大戦争 ガーディアンズ（2021年、三池崇史監督）
- かそけきサンカヨウ（2021年、今泉力哉監督）
- 土竜の唄 FINAL（2021年、三池崇史監督）
- 映画 おそ松さん（2022年、英勉監督）
- 女子高生に殺されたい（2022年、城定秀夫監督）
- 窓辺にて（2022年、今泉力哉監督）
- 少女は卒業しない（2023年、中川駿監督）
- 東京リベンジャーズ2 血のハロウィン編 運命・決戦（2023年、英勉監督）
- 怪物の木こり（2023年、三池崇史監督）
- 不死身ラヴァーズ（2024年、松居大悟監督）
- あの人が消えた（2024年、水野格監督）
- アイミタガイ（2024年、草野翔吾監督）
- BLUE FIGHT 〜蒼き若者たちのブレイキングダウン〜（2025年、三池崇史監督）
- 遺書、公開。（2025年、英勉監督）
- 大きな玉ねぎの下で（2025年、草野翔吾監督）
- 死に損なった男（2025年、田中征爾監督）

### ドラマ
- エンドロール〜伝説の父〜（2012年、WOWOW）
- 変身インタビュアーの憂鬱（2013年、TBS）
- 24時間女優（2013年、ひかりTV）※第5回、第8回、特別編
- となりの関くん（2015年、TBS）
- 女性作家ミステリーズ 美しき三つの嘘 第1話「ムーンストーン」（2016年、フジテレビ）
- 希望ヶ丘の人びと（2016年、WOWOW）
- 絆〜走れ奇跡の子馬〜（2017年、NHK）
- バイプレイヤーズ 〜もしも6人の名脇役がシェアハウスで暮らしたら〜（2017年、テレビ東京）
- 賭ケグルイ（2018年、MBS）
- 賭ケグルイseason2（2019年、MBS）
- 全裸監督　２、４話担当（2019年、Netflix）
- カフカの東京絶望日記（2019年、MBS）
- あおざくら 防衛大学校物語（2019年、MBS）
- 映像研には手を出すな！（2020年、MBS）
- 片恋グルメ日記（2020年、MX）
- 賭ケグルイ双（2021年、AmazonPrime）
- 全裸監督2　5、6話担当（2021年、Netflix）
- No Activity 本日も異状なし（2021年、AmazonPrime）
- 片恋グルメ日記2（2022年、MX）
- 消しゴムをくれた女子を好きになった。（2022年、日本テレビ）
- コネクト（2022年、ディズニープラス）
- あなたは私におとされたい（2023年、MBS）
- 警部補ダイマジン（2024年、テレビ朝日）
- 1122（2024年、AmazonPrime）
- No Activity2（2024年、AmazonPrime）
- 新・暴れん坊将軍（2025年、テレビ朝日）
- 幸せカナコの殺し屋生活（2025年、DMM TV）

### web・DVD
- 「ざんねんなこ、のんちゃん。」（2010年DVD）
- 「打撃女医 サオリ」（2010年DVD）
- 「本当は聞きたくない!山の怖い話」（2011年DVD）
- 「幻三十郎 」（YouTubeネスレチャンネル 2014年）
- 「デートとは何か 」（YouTubeネスレチャンネル 2014年）
- 「ミッドナイト」（2024年、Apple）

### ミュージックビデオ
- LOVE LOVE LOVE『嘘のつき方』
- 吉井和哉『HEARTS from「LOST-誰が彼を殺したか-」』

### その他
- さくら学院『さくら学院 FIRST LIVE & DOCUMENTARY 2010 to 2011 〜SMILE〜』※DVD制作プロデューサー
  - 『The Road to Graduation Final 〜さくら学院2012年度 卒業〜』※DVD制作プロデューサー
  - 『さくら学院祭☆2013 -LIVE EDITION-』※DVD制作プロデューサー
  - 『さくら学院 The Road to Graduation 2013 〜絆〜』※DVD制作プロデューサー